# Arrested Development
Arrested Development és una sèrie de televisió que ha estat guardonada amb el premi Emmy en la categoria de millor comèdia televisiva. Aquesta sitcom està centrada en la vida dels personatges de la família Bluth, que han perdut la seva riquesa econòmica pels casos de corrupció en el que s'ha vist implicat George Bluth Sr., el cap de família (Jeffrey Tambor), i ara un dels fills haurà de tirar la família endavant. La sèrie narra els fets com si fos un documental amb l'ajuda d'un narrador que es presenta omniscientment (feina duta a terme per Ron Howard).
La sèrie va ser creada per Mitchel Hurwitz, creador també de la comèdia The Ellen Show, protagonitzat per Ellen DeGeneres. Va ser emesa originalment als Estats Units entre novembre de 2003 i febrer de 2006.
La sèrie ha guanyat sis premis Emmy i un Golden Globe. A més a més, la revista digital Fotogramas, l'ha inclòs en el seu article on s'ennumeren les 25 millors sèries dels últims 25 anys, segons IMDb, així com altres plataformes, com SensaCine. Tot i tenir una bona crítica, la sèrie va haver de lluitar per les baixes audiències.
Al juny del 2015, es va anunciar l'arribada de la cinquena temporada d'Arrested Development per Netflix.

## Personatges i trama
La trama principal d'Arrested Development gira entorn dels membres de la Família Bluth. Tots porten un estil de vida excessiu gràcies a la gran quantitat de diners que posseeixen, excepte Michael Bluth (Jason Bateman), el mes honrat de tots i l'únic que s'esforça per tirar la família endavant i fer tot el més correcte i legal possible, tot i la seva naturalesa materialista. La història gira entorn a aquest personatge, ell n'és el protagonista. George Michael Bluth (Michael Cera) és el seu fill adolescent i té les mateixes qualitats que ell, però sent una pressió d'estar constantment responent a les expectatives del seu pare, i està disposat a seguir –enfadat– els plans del seu pare, encara que no sempre n'està d'acord (sobretot quan aquest comença a sortir amb una noia, Ann). És estudiant i està enamorat de la seva cosina Maeby (Alia Shawkat).
El pare d'en Michael és George Bluth Sr. (Jeffrey Tambor), patriarca de la família, que encara i ser de vegades dictatorial, és considerable, manipulador i aconsegueix controlar la família, sobretot la seva esposa Lucille (Jessica Walter), que és al seu torn manipuladora, materialista i hipercrítica amb tots els membres de la família. En particular, però, amb el seu fill petit Byron «Buster» Bluth (Tony Hale) que té estrictament controlat i sobreprotegit. Buster és inestable, socialment inepte i propens als atacs de pànic.
El germà gran de Michael és G.O.B. (acrònim de George Oscar Bluth II però pronunciat com a Jōb), interpretat per Will Arnett. Aquest és un mag fracassat que habitualment falla en els seus negocis personals. Se sol moure amb un segway i és utilitzat pel seu pare per treure el poder de l'empresa a Michael.
Per altra banda, Lindsay Fünke (Portia de Rossi) és la germana bessona de Michael. És rimbombant i materialista, i contínuament busca ser el centre d'atenció. Li agrada que la tractin com un objecte, encara que quan ho fan, es queixa igualment. De vegades recolza Michael i és la seva consellera, sobretot quan es tracta del seu fill George Michael Bluth. Lindsay està casada amb Tobias Fünke (David Cross), un psiquiatra desacreditat, aspirant actor i amb una curiosa fòbia a quedar-se totalment nu, per això sempre duu uns pantalons curts texans en lloc de portar roba interior. Té un vocabulari i un comportament homosexual. Tots dos tenen una filla en comú, Maeby, totalment oposada al seu cosí George Michael Bluth, que enganya als seus pares, roba diners al negoci de plàtans congelats familiar. En definitiva, la seva motivació és anar en contra dels desitjos dels seus pares.
Altres personatges que apareixen de manera freqüent són el germà bessó de George Sr., Oscar (també interpretat per Jeffrey Tambor). És un ex-hippie que busca l'afecte de l'esposa del seu germà, Lucille; l'abogat de la família, Barry Zuckerkorn (Henry Winkler). És un incompetent i un desviat sexual que de tant en tant obstaculitza les batalles legals de la família en comptes d'ajudar-los; Lucille Austero, o «Lucille 2» (Liza Minelli). Aquesta és la millor amiga i major rival social de Lucille, i a més està enamorada de Buster.

## Música
David Schwartz va compondre la cançó principal amb un ukelele. Una curiositat és que aquesta mateixa cançó és utilitzada com a so de trucada al mòbil de la Lindsay. Una altra cançó molt utilitzada a Arrested Development és el senzill del grup Europe The Final Countdown per part de GOB als seus actes de màgia, intentant augmentar l'emoció en els espectadors (cosa que no aconsegueix).

## Temporada 4
El 26 de maig de 2013, Netflix va emetre tots els capítols de la quarta temporada. Cada un va explicar la mateixa història des del punt de vista de cadascun dels personatges. En aquesta temporada els components han evolucionat: d'un Michael Bluth menys decent, d'un Tobias més optimista, d'un GOB menys escrupolós o d'un George Michael menys reprimit. Encara que aquests personatges hagin canviat, segueixen sent perfectament reconeixibles i encara contenen els matisos de fa uns anys. Un dels obstacles més grans va ser el pas del temps, ja que els guionistes havien de justificar tot el que havia passat en aquest període d'inactivitat de la sèrie, i ho van solucionar amb flashbacks —cosa que pot recordar a la sèrie de How I met your mother–. A més a més, va ser un repte fer quadrar les agendes dels actors, ja que en tot aquest temps tots ells havien crescut i tenien un temps molt limitat.

## Episodis
| Temporada   | Episodis | Primer capítol        | Últim capítol      | Distribuidor |
| ----------- | -------- | --------------------- | ------------------ | ------------ |
| Temporada 1 | 22       | 2 de novembre, 2003   | 6 de juny, 2004    | FOX          |
| Temporada 2 | 18       | 7 de novembre, 2004   | 17 d'abril, 2005   | FOX          |
| Temporada 3 | 13       | 19 de septembre, 2005 | 10 de febrer, 2006 | FOX          |
| Temporada 4 | 15       | 26 de maig, 2013      | 26 de maig, 2013   | Netflix      |
| Temporada 5 | 17       |                       |                    | Netflix      |